# Echo (álbum de Tom Petty and the Heartbreakers)
Echo é o décimo álbum de estúdio de Tom Petty and the Heartbreakers. Lançado em abril de 1999, o álbum alcançou o número 10 na Billboard 200, auxiliado pelos singles "Free Girl Now", "Swingin '" e "Room at the Top", que alcançaram os números 5, 17 e 19, respectivamente, no Mainstream Rock da Billboard Faixas em 1999. O álbum foi a última colaboração da banda com o produtor Rick Rubin, e também foi o último a apresentar contribuições do baixista/vocalista Howie Epstein, que morreu de overdose de heroína em 2003. Apesar de ainda ser um membro da banda, Epstein está ausente da foto de capa do álbum porque ele não apareceu na sessão de fotos, e Petty ordenou que ela fosse iniciada sem ele. O álbum Echo foi certificada como Ouro (500.000 cópias vendidas) pela RIAA em julho de 1999, apenas três meses após o seu lançamento. Echo é o único álbum dos Heartbreakers a apresentar um vocal principal de outro membro da banda: Mike Campbell em "I Don't Wanna Fight".
"Free Girl Now" também é notável por ser o segundo single de um grande artista a ser disponibilizado para download gratuito da Internet em formato MP3 pelo artista. A decisão de marketing de Petty causou preocupação na Warner Bros., e o download foi retirado após dois dias, mas propagado graças a serviços como o Napster.

## Lista de músicas
Todas as faixas escritas e compostas por Tom Petty, exceto faixa 10. 
| N.º | Título                         | Duração |  |
| 1.  | "Room at the Top"              | 5:00    |  |
| 2.  | "Counting on You"              | 4:05    |  |
| 3.  | "Free Girl Now"                | 3:30    |  |
| 4.  | "Lonesome Sundown"             | 4:32    |  |
| 5.  | "Swingin'"                     | 5:30    |  |
| 6.  | "Accused of Love"              | 2:45    |  |
| 7.  | "Echo"                         | 6:36    |  |
| 8.  | "Won't Last Long"              | 4:22    |  |
| 9.  | "Billy the Kid"                | 4:08    |  |
| 10. | "I Don't Wanna Fight"          | 2:47    |  |
| 11. | "This One's for Me"            | 2:42    |  |
| 12. | "No More"                      | 3:15    |  |
| 13. | "About to Give Out"            | 3:12    |  |
| 14. | "Rhino Skin"                   | 3:57    |  |
| 15. | "One More Day, One More Night" | 5:37    |  |

## Outtakes
- "Sweet William" apareceu como o lado B no CD "Room at the Top".
- "Gainesville" e "I Don't Belong" foram lançados postumamente como parte da compilação An American Treasure em 2018.

## Pessoal
Tom Petty and the Heartbreakers
- Mike Campbell - guitarras (liderança, baixo), vocais principais em "I Don't Wanna Fight"
- Howie Epstein - baixo, vocal de apoio
- Steve Ferrone - bateria
- Tom Petty - guitarras rítmicas, gaita, vocal e backing vocal
- Benmont Tench - pianos, órgão, chamberlin, clavinet
- Scott Thurston - guitarras (acústicas, elétricas), backing vocals

Músicos adicionais
- Lenny Castro - percussão

Produção
- Martyn Atkins - direção de arte e fotografia
- Rob Brill - engenheiro
- Mike Campbell - produtor
- Christine Cano - direção de arte e design
- Richard Dodd - engenheiro, misturador
- Ok Hee Kim - engenheiro
- Aaron Lepley - engenheiro
- Stephen Marcussen - masterização
- Tom Petty - produtor
- Rick Rubin - produtor
- Dave Schiffman - engenheiro
- Christine Sirois - engenheira